# Reuben Chapman
Reuben Chapman (15 de Julho de 1799 – 17 de Maio de 1882) foi um político e advogado americano.

## Vida
Nascido no dia 15 de Julho de 1799 em Bowling Green, Virgínia, mudou-se para Alabama em 1824, onde criou uma advocacia. Representou o estado do Alabama na Câmara dos Representantes dos Estados Unidos de 4 de Março de 1835 até 3 de Março de 1847 e serviu como o 13º Governador do estado dos EUA do Alabama de 1847 até 1849. Morreu em Huntsville, Alabama no dia 17 de Maio de 1882.